# フィッシャー郡 (テキサス州)
フィッシャー郡（フィッシャーぐん、英: Fisher County）は、アメリカ合衆国テキサス州の中央部北西に位置する郡である。2010年国勢調査での人口は3,974人であり、2000年の4,344人から8.5％減少した。郡庁所在地はロビー市（人口643人）であり、同郡で人口最大の都市はロータン市（人口1,508人）である。郡名は、テキサス独立宣言に署名し、テキサス共和国の海軍長官を務めたサミュエル・ローズ・フィッシャーに因んで名付けられた。フィッシャー郡は州内に30ある禁酒郡（ドライ）の1つである。

## 年譜
- 紀元前10000年、パレオ・インディアンがこの地域の最初の住人だった。後の住人となったインディアンには、ポーニー族、ウィチタ・アンド・ウェーコ族、リパン・アパッチ族、カイオワ族およびコマンチ族がいた[5]
- 1876年、フィッシャー郡はベア郡から分離して設立された。この新しい郡はサミュエル・ローズ・フィッシャーに因んで名付けられた[5]
- 1880年、 この年に行われた国勢調査では人口136人だった[5]
- 1881年、テキサス・アンド・パシフィック鉄道がエスコタを通る東西方向の支線を敷いた[6]
- 1885年、フィッシャーの町が登録された。スウェーデン移民がスウェドニアの町を造った[7]
- 1886年、ロビーの町が登録された。住民投票でロビーの町がフィッシャーに勝って郡庁所在地に選ばれたが、投票者の一人であるビル・パープは実際にはロビー近くに住んでいる者の犬であることがわかった[8]
- 1920年、小麦生産ではフィッシャー郡が州内のトップクラスになった[5]
- 1926年、綿花が最大生産物となり郡内で48,000樽が処理された[5]
- 1928年、郡内で石油が発見された[5]
- 1970年、郡内の年間農業畜産業生産高は、家畜と農作物で半々になった[5]

## 地理
アメリカ合衆国国勢調査局に拠れば、郡域全面積は902平方マイル (2,336.2 km2)であり、このうち陸地901平方マイル (2,333.6 km2)、水域は1平方マイル (2.6 km2)で水域率は0.06％である。

### 主要高規格道路
- アメリカ国道180号線
- テキサス州道70号線
- テキサス州道92号線

### 隣接する郡
- ストーンウォール郡 - 北
- ジョーンズ郡 - 東
- ノーラン郡 - 南
- スカリー郡 - 西
- ケント郡 - 北西

## 人口動態
以下は2000年の国勢調査による人口統計データである。
| 基礎データ - 人口: 4,344人 - 世帯数: 1,785 世帯 - 家族数: 1,244 家族 - 人口密度: 2人/km2（5人/mi2） - 住居数: 2,277軒 - 住居密度: 1軒/km2（2軒/mi2） 人種別人口構成 - 白人: 83.75% - アフリカン・アメリカン: 2.76% - ネイティブ・アメリカン: 0.37% - アジア人: 0.14% - その他の人種: 11.58% - 混血: 1.40% - ヒスパニック・ラテン系: 21.36% 年齢別人口構成 - 18歳未満: 23.9% - 18-24歳: 6.3% - 25-44歳: 23.0% - 45-64歳: 24.1% - 65歳以上: 22.7% - 年齢の中央値: 43歳 - 性比（女性100人あたり男性の人口） - 総人口: 92.9 - 18歳以上: 89.8 | 世帯と家族（対世帯数） - 18歳未満の子供がいる: 27.6% - 結婚・同居している夫婦: 58.9% - 未婚・離婚・死別女性が世帯主: 8.1% - 非家族世帯: 30.3% - 単身世帯: 28.3% - 65歳以上の老人1人暮らし: 17.8% - 平均構成人数 - 世帯: 2.39人 - 家族: 2.93人 収入と家計 - 収入の中央値 - 世帯: 27,659米ドル - 家族: 34,907米ドル - 性別 - 男性: 25,071米ドル - 女性: 20,536米ドル - 人口1人あたり収入: 15,120米ドル - 貧困線以下 - 対人口: 17.5% - 対家族数: 13.5% - 18歳未満: 27.4% - 65歳以上: 10.5% |

## 都市と町
- ハムリン、大半はジョーンズ郡内
- ロビー - 郡庁所在地
- ロータン

### 未編入の町
- マッコーリー
- ノースロビー
- シルベスター